# Cuarta Avenida (línea Culver)
La Cuarta Avenida es una estación local en la línea Culver del Metro de Nueva York de la B del Independent Subway System (IND). La estación se encuentra localizada en Park Slope, Brooklyn entre la Cuarta Avenida y la Novena Calle. La estación es servida por los trenes del servicio  y .